# Лампрос, Лу
Лу Лампрос (род. 15 ноября 2001, Париж) — французская актриса кино и телевидения. Наиболее известна по главной роли Марион в фильме 2021 года «Моя ночь».

## Биография
Лу Лампрос родилась 15 ноября 2001 года в Париже. Она имеет американское и греческое происхождение по линии отца. Она выросла в районе Маре, в четвёртом округе французской столицы. Её мать — скульптор, а отец — архитектор. Её отчим, Жоффруа Куатье, является классическим пианистом. До 13 лет она училась игре на фортепиано в консерватории и брала уроки актёрского мастерства. В 2022 году Лу поступила в консерваторию Камиля Сен-Санса в восьмом округе Парижа.
В четырнадцать лет Лу Лампрос была замечена во время уличного кастинга на набережной Сены. По совету итальянского фотографа Алисы Розати она попробовала свои силы в модельном бизнесе. Параллельно с этим Лампрос увлеклась актёрством и дебютировала на большом экране в 2019 году в полнометражном фильме «Мать» испанского режиссёра Родриго Сорогойена.

## Фильмография
- Мать (2019) — Каролин
- Французский вестник. Приложение к газете «Либерти. Канзас ивнинг сан» (2020) — Симона в 16
- Ночной доктор (2020) — Надежда
- Моя ночь (2021) — Марион
- После меня (2021) — Лола
- Загадка оборотня (2022) — Эльза
- Ирма Веп (2022) — Галатея
- Жить, мучиться, возрождаться (2024) — Эмма[7]